# بودوييفو
بودوييفو (بالألبانية: Podujevë) هي مدينة وبلدية في مقاطعة بريشتينا، كوسوفو. وفقا لتعداد عام 2011، يبلغ عدد سكان المدينة 23,453 نسمة. يقدر إجمالي عدد سكان البلدية بحوالي 83,242 نسمة (في 2016).
تقع بودوييفو على طول طريق سريع إقليمي، كما تمر سكة حديدية عبر المدينة، والتي تربط المنطقة بالمناطق المحيطة. تقع العاصمة بريشتينا على بعد حوالي 35 كم (22 ميل) إلى الجنوب.

## الجغرافيا
تقع بودوييفو في أقصى شمال شرق كوسوفو قرب الحدود الصربية الكوسوفية. ترتبط المدينة بالمناطق المحيطة لها بواسط خط سكة حديد يمر عبرها، كما يحاذي المدينة طريق سريع إقليمي. تقع العاصمة بريشتينا على بعد حوالي 35 كم (22 ميل) إلى الجنوب من المدينة.

## السكان
يبلغ عدد سكان مدينة بودوييفو 23,453 نسمة، بينما يبلغ عدد السكان في الضواحي 65,046 نسمة. من بين إجمالي السكان، يبلغ عدد الألبان 87,523 نسمة، الأشكالي 680 نسمة، الرومان 75 فردا، البوشناق 33 فردا، الصرب 12 فردا، الأتراك 5 أفراد، إضافة إلى مواطنين مصريين، مع وجود 43 فردا لم يحددوا أصولهم. ينخفض معدل الهجرة الداخلية في البلدية، بينما يرتفع معدل التنقل داخلها. 98% من السكان مسلمون. معدل الأمية في البلدية أقل من 5 في المئة، ويبلغ معدل سنوات الدراسة لدى سكان البلدية مابين 9,0 و9،2 سنوات. نسبة اليد العاملة أقل من 40,1%، فيما معدل التشغيل أقل من 20,1%، بينما يتراوح معدل البطالة ما بين 45 و51 في المئة. يتراوح معدل استعمال الأنترنيت مابين 50,1% و57%.

## القرى
تضم بلدية بودوييفو 77 قرية، ويبلغ سكان هاته القرى 65,046 نسمة، أي بنسبة 73.49% من مجموع سكان البلدية الذي يبلغ 88,499 نسمة. معدل أفراد العائلة الواحدة في المناطق القروية يبلغ 9.8 فرد في كل عائلة.

## شخصيات من المدينة
- آدم ديماتشي (1936-2018)، كاتب وسياسي ألباني كوسوفي.
- أجون ميهميتي (مواليد 1989)، لاعب كرة قدم ألباني
- أرليند أجيتي (مواليد 1993)، لاعب كرة قدم ألباني
- دباتيك كوري (مواليد 1984)، لاعب كرة قدم ألباني
- فاتمير سيديو (مواليد 1951)، رئيس كوسوفو سابقا.
- غرانيت تشاكا (مواليد 1992)، لاعب كرة قدمسويسري
- تاولانت جاكا (مواليد 1991)، لاعب كرة قدم ألباني